# Анновка (Приазовский район)
А́нновка (укр. Га́ннівка) — село,
Анновский сельский совет,
Приазовский район,
Запорожская область,
Украина.
Код КОАТУУ — 2324580601. Население по переписи 2001 года составляло 700 человек.
Является административным центром Анновского сельского совета, в который, кроме того, входят сёла
Николаевка и
Прудентово.

## Географическое положение
Село Анновка находится на берегах реки Корсак,
выше по течению на расстоянии в 1,5 км расположено село Николаевка,
ниже по течению на расстоянии в 4,5 км расположено село Прудентово.

## История
- 1862 год (по другим данным в 1865 году) — дата основания на месте ногайского поселения Аргаклы-2 болгарами — выходцами из Бессарабии.

## Экономика
- «Ильич-Агро Запорожье», агроцех № 7, ОАО.
- «Дружба», сельхозпредприятие, ООО.

## Объекты социальной сферы
- Школа.
- Детский сад.
- Клуб.
- Фельдшерско-акушерский пункт.

## Достопримечательности
- Братская могила советских воинов.